# Yihewani
Yihewani (chinesisch 依赫瓦尼, Pinyin Yīhèwǎní, auch Ikhwan; von arabisch الإخوان al-Ichwan, DMG al-Iḫwān ‚Bruderschaft‘) ist eine islamische Schule/Bewegung/Sekte in China. Es ist eine hanafitische, nicht-sufistische Schule der Sunni-Tradition. Sie wird auch als „Neue Sekte“ oder „Neuste Sekte“ bezeichnet. Sie ist hauptsächlich in Qinghai, Ningxia und Gansu (dort in Linxia) verbreitet und auch in Peking, Shanghai, Henan, Shandong und Hebei. Sie wurde Ende des 19. Jahrhunderts von Ma Wanfu (1849–1934) – einem Dongxiang-Imam aus dem Dorf Guoyuan in Hezhou (dem heutigen Autonomen Kreis der Dongxiang im Autonomen Bezirk Linxia der Hui, Provinz Gansu) – gegründet, der in Mekka studiert hatte und von den Wahhabisten beeinflusst wurde. Nach seiner Rückkehr nach Gansu setzte er die Bewegung mit den sogenannten zehn großen Akhunds in Gang. Die Schule lehnt den Sufismus ab. Sie behauptet, dass Riten und Zeremonien nicht im Einklang mit dem Heiligen Koran und den Ahadith seien und daher abgeschafft werden sollten. Sie ist gegen Grabanlagen- und Murschid (Führer/Lehrer) -Verehrung und tritt dafür ein, dass die Predigt und Da'wa auf Chinesisch erfolgen. 1937 spaltete sie sich in zwei Fraktionen. Nach Hu Fan hat ihre Lehre folgende Schwerpunkte: 

„Allah anzubeten, den Koran zu ehren; den Bezug zur Epoche Muhammads aufrechtzuerhalten; alles, was mit den Sitten und Gebräuchen des Korans und den sunnitischen Bestimmungen übereinstimmt, zu verteidigen; die Losung „Nieder mit menhuan 門宦 und mit gongbei 拱北“ zu vertreten; die Verehrung der Heiligen und der Grabanlagen zu verbieten; die fünf Säulen zu beachten; die Rezitation der Koranverse in der strikten arabischen Aussprache zu verlangen; den Daumen bei der Zeugenaussage als ein Zeichen für die Einzigkeit Allahs nach oben zu halten usw.“

Ikhwan (Yihewani) zählt zusammen mit Qadim (Gedimu) und Xidaotang zu den Drei großen Schultraditionen Chinas.

### Chinesische Literatur
- Ma Kexun 马克勋: "Zhongguo Yisilanjiao Yihewanyi pai di changdaozhe - Ma Wanfu (Guoyuan)" 中国伊斯兰教伊赫瓦尼派的倡导者——马万福（果园） [Der Gründer von Chinas islamischer Ikhwan-Bewegung: Ma Wanfu (Guoyuan)]. In: Yisilanjiao zai Zhongguo [Islam in China], ed. Gansu Provincial Ethnology Department. Yinchuan: Ningxia Renmin chubanshe 1982 (chinesisch)
- Ma Zhanbiao: "Yihewani jiaopei yu Ma Wanfu" (Yihewani und Ma Wanfu), In: Xibei Huizu yu Yiselanjiao. Yinchuan: Ningxia Renmin chubanshe 1994 (chinesisch)

#### Nachschlagewerke
- Cihai („Meer der Wörter“), Shanghai cishu chubanshe, Shanghai 2002, ISBN 7-5326-0839-5